# Prionacalus simonsi
Prionacalus simonsi är en skalbaggsart som beskrevs av Waterhouse 1900. Prionacalus simonsi ingår i släktet Prionacalus och familjen långhorningar. Inga underarter finns listade i Catalogue of Life.